# Dvorac Hohenzollern
Dvorac Hohenzollern  (njemački: Burg Hohenzollern) je dvorac u Njemačkoj. Smješten je unutar okruga Zollernalbkreis, savezna država Baden-Württemberg. Smatra se rodovskim sjedištem obitelji  Hohenzollern, koja se pojavila u srednjem vijeku i čiji su članovi u 19. stoljeću postali njemački carevi.
Dvorac se nalazi na vrhu brda Hohenzollern na nadmorskoj visini od 855 metara, a 234 metra iznad Hechingena koji je u blizini Bisingena; oba smještena u podnožju švapske jure. Dvorac je bio izvorno izgrađen u prvoj polovici 11. stoljeća.
Kad se obitelj podijelila na dvije grane, dvorac je ostao u vlasništvu švapske grane, koji je bila višeg (seniorskog) statusa u odnosu na frankonsku/brandenburšku granu koja je s vremenom stekla carski tron. Dvorac je u potpunosti uništen nakon 10 mjeseci opsade u 1423 od strane švapskih carskih gradova. Drugi, veći dvorac je građen od 1454. do 1461. i služio je kao utočište za katoličkih švapskih Hohenzollerna tijekom rata, uključujući i za vrijeme Tridesetogodišnjeg rata. Do kraja 18. stoljeća, međutim, dvorac je izgleda izgubio svoju stratešku važnost i postupno bivao zapušten, što dovodi do rušenja nekoliko oštećenih zgrada. Danas, samo je kapela ostatak iz srednjovjekovnog dvorca.
Treća inačica dvorca, koja stoji i danas, je izgrađena za pruskog kralja Fridrika Vilima IV.   između 1846 i 1867, pod vodstvom Friedricha Augusta Stülera, koji je temeljio njegov dizajn na engleskom Neo-gotičkom stilu, kao i dvorce u dolini Loire. Budući da je dvorac sagrađen kao obiteljski spomen-dom, nijedan član obitelji Hohenzollern nijese nastanio u njemu 1945., kada je postao dom posljednjeg pruskog krunskog princa Vilima. On i njegova supruga, princeza Cecilie, su pokopani tamo.
Među povijesnim artefaktima pruske povijesti sadržanim u dvorcu su danas kruna Vilima II., neke od osobnih stvari Fridrika Velikog i pismo zahvale oameričkog predsjednika Georgea Washingtona barunu von Steubenu potomku dinastije Hohenzollern, za njegovu službu u Američkom rata za neovisnost. Dvorac je danas popularno turističko odredište.

## Smještaj
Dvorac se nalazi na vrhu brda Hohenzollern izoliranoj planini visokoj 855 metara. Među mještanima ova planina je poznata kao Zollerberg (Zoller planina) ili jednostavno kao Zoller. Smješten na zapadnoj strani  švapske jure, u blizini Hechingena, planina posuđuje svoje ime na lokalnom zemljopisnom području, Zollernalb.  (Zollernske alpe) a okrug kojem pripada zove se Zollernalbkreis.

## Povijest

### Prvi dvorac
Prvi srednjovjekovni dvorac dinastije Hohenzollern se spominje prvi put godine  1267. No čini se da dvorac datira iz 11. stoljeća. Godine 1423. je dvorac bio opkoljen za više od godinu dana od strane vojnika  švapskih slobodnih carskih gradova. Dana 15. svibnja 1423. dvorac je napokon preuzet i potpuno uništen. Od prvog dvorca ostali su još samo pisani podaci. 

### Drugi dvorac
Godine 1454. počela je izgradnja na drugom dvorcu. Iako je ovaj dvorac je bio puno jači nego prije, tijekom Tridesetogodišnjeg rata (1618. – 1648.) je bio zarobljen od strane Württembeških vojnika godine 1634. Nakon Tridesetogodišnjeg rata dvorac je bio pod kontrolom Habsburgovaca oko jednog stoljeća. Tijekom rata za austrijsku baštinu  (1740. – 1748.) dvorac je bio okupiran od strane francuskih vojnika tijekom zime 1744./45. Nakon rata, Habsburgovci su i dalje posjedovali dvorac, ali rijetko su ga koristili. Kad je posljednji austrijski vlasnik napustio dvorac godine 1798. on se počeo potpuno urušavati. Do početka 19. stoljeća, dvorac je bio ruševina,  od čega se rabila samo kapela sv. Mihovila

### Treći dvorac
Dvorac je obnovljen od strane krunskog princa (a kasnije kralja) Fridrika Vilima IV. od Pruske. Godine 1819 tijekom putovanja u Italiju, on je putovao kroz južnu Njemačku. Tijekom putovanja on je želio naučiti više o svojoj obitelji i popeo se na vrh brda Hohenzollern.
Sadašnji dvorac je djelo poznatog berlinskog arhitekta Friedricha Augusta Stülera, koji je godine 1842 dok je bio još uvijek student i nasljednik Karla Friedricha Schinkela imenovan kraljevskim arhitektom. Dvorac je sagrađen u gotičkom stilu Revival.Impresivni pristupni put je rad inženjera-časnik Karla Ernsta Moritza von Prittwitza kojeg su smatrali vodećim inženjerom za utvrde u Pruskoj. Skulpture oko i unutar dvorca su djelo Gustava Willgohsa. Dvorac je spomenik idealima pokreta njemačkog romantizma i ugrađen je kao idealizirana vizija kakav bi trebao biti srednjovjekovni viteški dvorac. Na taj način Hohenzollern dvorac je sličan dvorcu Neuschwanstein u Bavarskoj, ali bez fantastičnih elemenata koje prekrivaju Neuschwanstein.Dvorac je služio kako bi se poboljšao ugled obitelji pruskog kraljevskog, po obnovi predaka dvorca u takvom nagizdanom obliku.
Izgradnja je počela godine 1850., te je u potpunosti financirana od strane Brandenburško-pruske i Hohenzollern-Sigmaringen linije Hohenzollern obitelji. Sedamnaest godina kasnije izgradnja je dovršena 3. listopada 1867. pod Vilimom IV.  brata kralja Vilima I. Dvorac je bio oštećen u potresu je 3. rujna 1978. i bio je pod popravkom sve do sredine 1990-ih.

## Funkcija
Nakon što je dvorac bio obnovljen, nije bio redovito zauzet, a bio je korišten uglavnom kao dvorac za pokazivanje. Samo je zadnji pruski princ Vilim živio u dvorcu za nekoliko mjeseci, nakon što je pobjegao iz Potsdama tijekom završnih mjeseci Drugog svjetskog rata. Vilim i njegova supruga princeza Cecilie su i pokopani u dvorcu, jer su obiteljski posjedi u Brandenburgu bili okupirani od strane SSSR-a.
Od 1952. dvorac je ispunjen umjetninama i povijesnima artefakatima iz zbirke obitelji Hohenzollern, te iz bivšeg Hohenzollern muzeja u Schloss Monbijou. Dva od glavnih komada u zbirci su pruska kraljeva kruna i odora koja je pripadala Fridriku Velikom. Od 1952 do 1991 su lijesovi Fridrik I. i Fridrika Velikog bili su u muzeju. Nakon ujedinjenja Njemačke 1990, lijesovi su vraćeni natrag u Potsdam.
Dana 3. rujna 1978.   dvorac je bio zatvoren nakon velike štete zbog potresa u Švapskoj juri. 15 osoba prijavljeno je kao ozlijeđeno u Tailfingenu i Burladingen i Onstmettingenu.  20 ljudi je morali biti iskopano iz ruševina.
Dvorac Hohenzollern je još uvijek u privatnom vlasništvu. Dvije trećine dvorca pripada Brandenburško-Pruskoj liniji Hohenzollern, a trećina je u vlasništvu švapske linije obitelji. Od 1954. dvorac je također bio korišten od strane zaklade pruske princeze Kire zaklade kao ljetni kamp za djecu kojima je potrebna pomoć iz Berlina.   Dvorac ima više od 300.000 posjetitelja godišnje, što ga čini jednim od najposjećenijih dvoraca u Njemačkoj.